# Aphyocharax erythrurus
Aphyocharax erythrurus es una pequeña especie de pez de agua dulce Aphyocharax, de la familia Characidae en el orden de los Characiformes. Habita en el norte de Sudamérica, siendo endémica de la cuenca del río Esequibo en Guyana.
Los machos pueden alcanzar los 5,8 cm de longitud total. 

## Taxonomía
Esta especie fue descrita originalmente en el año 1912 por el ictiólogo estadounidense, nacido en Alemania, Carl H. Eigenmann.